# دومیتزش
شهر دومیتزش در ایالت زاکسن در کشور آلمان واقع شده است.